# Havlovice
Havlovice település Csehországban, Trutnovi járásban. Havlovice Úpice, Rtyně v Podkrkonoší, Libňatov, Červený Kostelec és Slatina nad Úpou településekkel határos. Lakosainak száma 1016 fő (2024. január 1.).

## Népesség
A település lakosságának változását az alábbi diagram mutatja:
| Lakosok száma | 941  | 1037 | 936  | 855  | 784  | 857  | 989  | 991  | 972  | 1016 |
|               | 1869 | 1890 | 1921 | 1950 | 1980 | 2001 | 2017 | 2019 | 2022 | 2024 |